# Евфранор
Евфранор — відомий давньогрецький скульптор, маляр, теоретик мистецтва IV ст. до н. е. Розквіт творчості приходив на 370—330 роки до н. е. сучасник Праксітеля.

## Життєпис
Народився у Коринфі. Немає ніяких відомостей щодо його родини та перших кроків у навчанні із скульптури. Відомо лише, що спочатку він був учнем Аристіда Старшого. У 360 році до н. е. переїздить до Афін, де розпочинає стрімку кар'єру. Його талант порівнювали з талактами Праксітеля, Фідія й Мірон у скульптурі, а у живописі із Апеллесом та Полігнотом.
У скульптурі Евфранор віддав перевагу відображенню богів та героїв, а також своїх сучасників. У живописі — здебільшого міфічним героям Іліади та Одіссеї, а також батальним сценам.
На жаль збереглося замало творів Евфранора, здебільшого вони дійшли до теперішньої часу у пізніших копіях.
Написав трактат про пропорції.

## Твори
Скульптури:
- Олександр Македонський та Пилип на квадризі. 338 рік до н. е.
- Лета з Аполлоном та Артемідою.
- Аполлон Патроос. 364–361 роки до н.е
- Паріс (або Персей). 340–330 роки до н. е.

Живопис:
- Тесей.
- Одісей.
- Битва при Мантінеї. 362 рік до н. е.
- Дванадцять богів